# ضاحية ناغاباتنم
ناجاباتينام رمزها «NG» (بالإنجليزية: Nagapattinam)‏ ، هو تقسيم إداري لدولة الهند تتبع ولاية تاميل نادو (بالإنجليزية: Tamil  Nadu)‏ ، مركزها هو مدينة ناجاباتينام (بالإنجليزية: Nagapattinam)‏ عدد سكانها حسب تعداد سنة 2001 هو 1,487,055 ، مساحتها 2,716 كم² وكثافة السكان 548 لكل كم² .

## المناخ
يظهر الجدول التالي التغييرات المناخية على مدار السنة لضاحية ناغاباتنم:
| البيانات المناخية لـضاحية ناغاباتنم | البيانات المناخية لـضاحية ناغاباتنم | البيانات المناخية لـضاحية ناغاباتنم | البيانات المناخية لـضاحية ناغاباتنم | البيانات المناخية لـضاحية ناغاباتنم | البيانات المناخية لـضاحية ناغاباتنم | البيانات المناخية لـضاحية ناغاباتنم | البيانات المناخية لـضاحية ناغاباتنم | البيانات المناخية لـضاحية ناغاباتنم | البيانات المناخية لـضاحية ناغاباتنم | البيانات المناخية لـضاحية ناغاباتنم | البيانات المناخية لـضاحية ناغاباتنم | البيانات المناخية لـضاحية ناغاباتنم | البيانات المناخية لـضاحية ناغاباتنم |
| الشهر                               | يناير                               | فبراير                              | مارس                                | أبريل                               | مايو                                | يونيو                               | يوليو                               | أغسطس                               | سبتمبر                              | أكتوبر                              | نوفمبر                              | ديسمبر                              | المعدل السنوي                       |
| ----------------------------------- | ----------------------------------- | ----------------------------------- | ----------------------------------- | ----------------------------------- | ----------------------------------- | ----------------------------------- | ----------------------------------- | ----------------------------------- | ----------------------------------- | ----------------------------------- | ----------------------------------- | ----------------------------------- | ----------------------------------- |
| متوسط درجة الحرارة الكبرى °م (°ف)   | 30.85 (87.53)                       | 32.67 (90.81)                       | 36.83 (98.29)                       | 38.72 (101.70)                      | 40.2 (104.4)                        | 38.1 (100.6)                        | 37.07 (98.73)                       | 36.54 (97.77)                       | 37.02 (98.64)                       | 33.67 (92.61)                       | 29.66 (85.39)                       | 29.13 (84.43)                       | 40.2 (104.4)                        |
| متوسط درجة الحرارة الصغرى °م (°ف)   | 21.72 (71.10)                       | 22.15 (71.87)                       | 23.37 (74.07)                       | 26.68 (80.02)                       | 27.48 (81.46)                       | 27.17 (80.91)                       | 26.36 (79.45)                       | 25.44 (77.79)                       | 25.17 (77.31)                       | 24.43 (75.97)                       | 29.66 (85.39)                       | 29.13 (84.43)                       | 29.13 (84.43)                       |
| الهطول مم (إنش)                     | 12.2 (0.48)                         | 12.4 (0.49)                         | —                                   | 2 (0.1)                             | 26.5 (1.04)                         | —                                   | 39.5 (1.56)                         | 39 (1.5)                            | 25 (1.0)                            | 85 (3.3)                            | 32.15 (1.27)                        | 46 (1.8)                            | 319.75 (12.59)                      |
| المصدر:                             |                                     |                                     |                                     |                                     |                                     |                                     |                                     |                                     |                                     |                                     |                                     |                                     |                                     |